# Liste der Biografien/Schnep
Liste der Biografien |
Portal Biografien |
Personensuche
# |
A |
B |
C |
D |
E |
F |
G |
H |
I |
J |
K |
L |
M |
N |
O |
P |
Q |
R |
S |
T |
U |
V |
W |
X |
Y |
Z |
?
 
Sa |
Sb |
Sc |
Sd |
Se |
Sf |
Sg |
Sh |
Si |
Sj |
Sk |
Sl |
Sm |
Sn |
So |
Sp |
Sq |
Sr |
Ss |
St |
Su |
Sv |
Sw |
Sy |
Sz
 
Sca–Sce |
Sch |
Sci–Scz
 
Scha |
Schc |
Schd |
Sche |
Schg |
Schi |
Schj |
Schk |
Schl |
Schm |
Schn |
Scho |
Schp |
Schr |
Schs |
Scht |
Schu |
Schv |
Schw |
Schy
 
Schna |
Schne |
Schni |
Schno |
Schnu |
Schny
 
Schneb |
Schnec |
Schned |
Schnee |
Schneg |
Schneh |
Schnei |
Schnek |
Schnel |
Schnep |
Schner |
Schnet |
Schneu |
Schnew |
Schney |
Schnez
Die Liste der Biografien führt alle Personen auf, die in der deutschsprachigen Wikipedia einen Artikel haben. Dieses ist eine Teilliste mit 20 Einträgen von Personen, deren Namen mit den Buchstaben „Schnep“ beginnt.

## Schnep

### Schnepe
- Schnepel, Burkhard (* 1954), deutscher Ethnologe
- Schnepel, Erich (1893–1986), deutscher Pastor und leitender missionarischer Mitarbeiter der Berliner Stadtmission
- Schnepel, Gerd-Hinrich (* 1943), Buchhändler
- Schnepel, Karl-Heinz (1932–2008), deutscher Politiker (SPD), MdL

### Schnepf
- Schnepf, Andrea (* 1974), österreichische Mathematikerin
- Schnepf, Andreas (* 1968), deutscher Chemiker
- Schnepf, Dietrich (1525–1586), deutscher lutherischer Theologe und Kritiker der Hexenverfolgung
- Schnepf, Eberhard (1931–2016), deutscher Biologe und Hochschullehrer
- Schnepf, Erhard (1495–1558), deutscher Theologe und ReformatorErhard Schnepf (1495–1558)

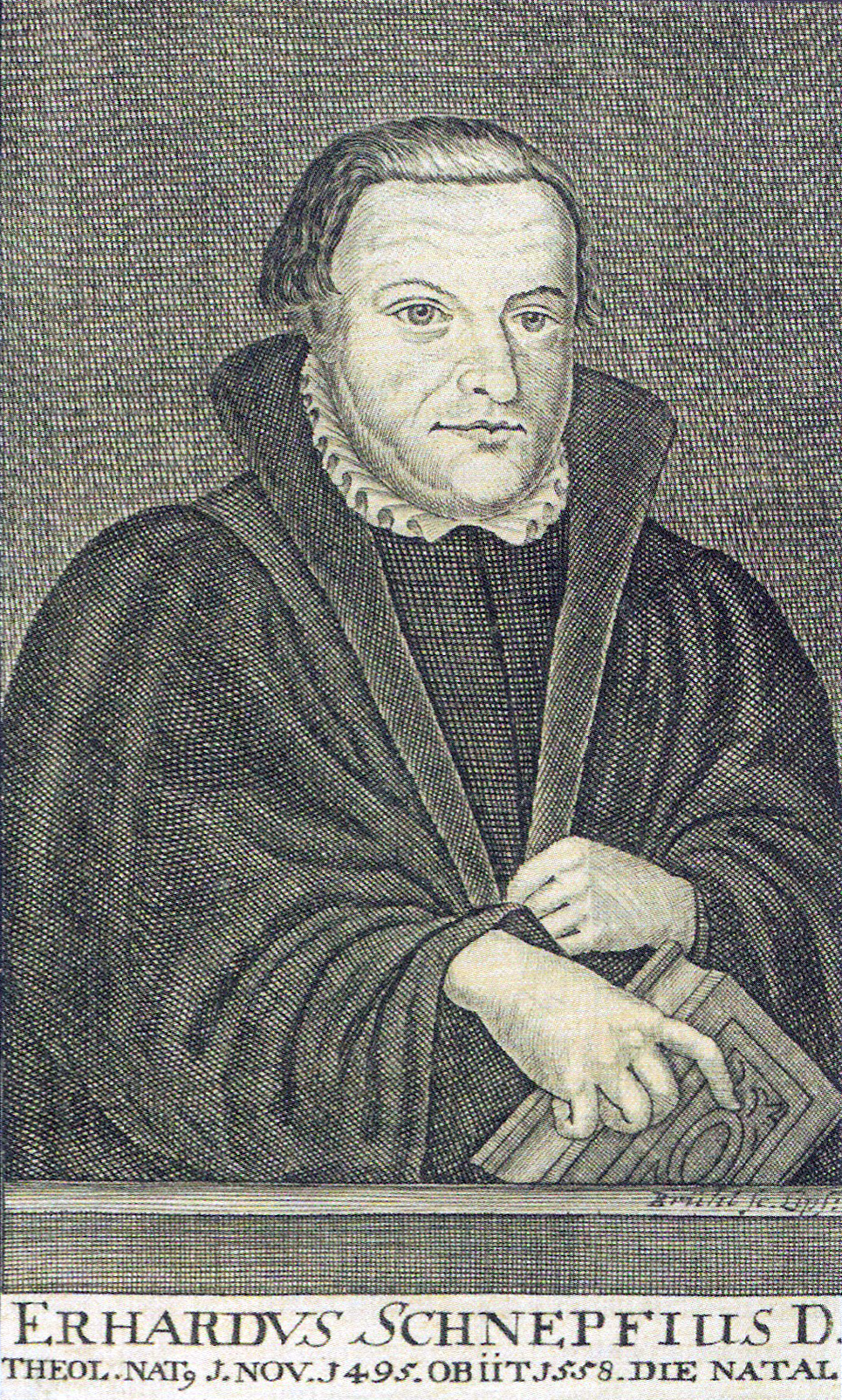
Erhard Schnepf (1495–1558)

- Schnepf, Heinz (1925–2007), deutscher Turner

### Schnepp
- Schnepp, Gilles (* 1958), französischer Manager
- Schnepp, Simon (* 1983), deutscher Fotokünstler
- Schnepp, Wilfried (1957–2020), deutscher Pflegepädagoge
- Schneppat, Axel (* 1971), deutscher Kameramann für Dokumentar- und Spielfilm
- Schneppe, Andreas (* 1961), deutscher Filmproduzent
- Schneppe, Petra (* 1950), deutsche Politikerin (SPD), MdL
- Schneppel, Hans (1903–1973), deutscher Polizist und Jurist
- Schneppen, Heinz (* 1931), deutscher Diplomat und Historiker
- Schneppenhorst, Ernst (1881–1945), deutscher Politiker (SPD), MdR, Gewerkschafter, Widerstandskämpfer

### Schneps
- Schneps, Leila (* 1961), US-amerikanische Mathematikerin und Schriftstellerin